# Cleobulina de Rodes
Cleobulina (em grego: Κλεοβουλίνη, 550 a.C., Rodes, Grécia antiga) foi uma poeta grega.
O pai era Cleobulus, um dos Sete Sábios da Grécia. Ela escreveu poemas em hexâmetro e era particularmente hábil em escrever enigmas. Quatro enigmas de Cleobulina foram conservados: o da ventosa ("Eu vi um homem soldar um homem com fogo bronze"), o do bom ladrão ("Eu vi um homem roubar e enganar violentamente / e fazer isso com violência era o mais justo"), o da flauta ("Com sua pata e seu casco, um burro morto bateu em minha orelha") e o do ano ("um o pai, doze os filhos e cada um deles, trinta filhos"). Em função do valor filosófico deles, Cleobulina também pode ser vista como uma das primeiras mulheres filósofas.
Aristóteles cita Cleobulina de Rodes em suas obras Poética e na Retórica.
Foram atribuídas a Cleobulina duas adivinhações em versos elegíacos (a primeira das quais foi mencioanda por Aristóteles) e uma outra em hexâmetros.